# Tuğba Şenoğlu
Tuğba Şenoğlu, född 2 februari 1998, är en volleybollspelare (passare) från Tarsus, Turkiet. 
Şenoğlu började spela med Vakıfbank SKs utvecklingslag som 14-åring och vann ungdomstitlar med laget säsongen 2013–2014. Hon har under hela sin karriär stannat kvar hos Vakıfbank, med undantag då hon varit utlånad till İstanbul BBSK (2014–2015), Beşiktaş JK (2016–2017) och Yeşilyurt SK (2018–2019). Säsongen 2017–2018 blev hon uppflyttad till Vakıfbanks seniorlag. Med Vakıfbank har hon vunnit VM för klubblag 2016, CEV Champions League 2017–2018, tre turkiska mästerskap (2017–2018, 2018–2019 och 2020–2021) och två turkiska cuper.
Hon spelade vid U18-EM 2015 och vid U20-VM 2017. Vid de senare mästerskapet blev hon utvald till bästa spiker.